# Hindsight
Hindsight es el octavo álbum de estudio de la banda británica Anathema que fue lanzado el 25 de agosto de 2008 con el sello Peaceville Records. Es un álbum semiacústico con canciones clásicas de Anathema regrabadas, así como una nueva canción llamada "Unchained (Tales of the Unexpected)". Hindsight es un álbum transitorio, que pretende anteceder el próximo álbum de Anathema: We're Here Because We're Here, el primero en estudio desde A Natural Disaster, en 2003.

## Lista de temas
| Hindsight |                                       |          |  |
| N.º       | Título                                | Duración |  |
| 1.        | «Fragile Dreams»                      | 5:30     |  |
| 2.        | «Leave No Trace»                      | 4:52     |  |
| 3.        | «Inner Silence»                       | 3:40     |  |
| 4.        | «One Last Goodbye»                    | 6:03     |  |
| 5.        | «Are You There?»                      | 5:18     |  |
| 6.        | «Angelica»                            | 5:00     |  |
| 7.        | «A Natural Disaster»                  | 6:20     |  |
| 8.        | «Temporary Peace»                     | 5:10     |  |
| 9.        | «Flying»                              | 6:27     |  |
| 10.       | «Unchained (Tales of the Unexpected)» | 4:18     |  |
| 52:38     |                                       |          |  |